# Le Temps des miracles (film)
Pour plus de détails, voir Fiche technique et Distribution.
Le Temps des miracles (Vreme čuda) est un film yougoslave réalisé par Goran Paskaljević, sorti en 1989.
C'est l'adaptation du roman du même nom de Borislav Pekić publié en 1965.

## Synopsis
A la fin de la Seconde Guerre mondiale, les nouvelles autorités communistes prennent le contrôle d'un village et décident d'expurger toutes traces de la religion.

## Fiche technique
- Titre original : Vreme čuda
- Titre français : Le Temps des miracles
- Réalisation : Goran Paskaljević
- Scénario : Goran Paskaljević et Borislav Pekić
- Costumes : Saša Kuljača
- Photographie : Radoslav Vladić
- Montage : Olga Jovanović et Olga Skrigin (sr)
- Musique : Zoran Simjanović
- Pays d'origine : Yougoslavie
- Format : Couleurs - 35 mm - Mono
- Genre : drame
- Durée : 98 minutes
- Dates de sortie :
  - Yougoslavie : 18 décembre 1989
  - France : 30 juillet 1997

## Distribution
- Miki Manojlović : Nikodim
- Dragan Maksimović : Lazar
- Mirjana Karanović : Marta
- Bata Stojković : Jovan
- Svetozar Cvetković : jeune homme
- Mirjana Joković : Marija
- Ljuba Tadić : le pope Luka
- Slobodan Ninković : Ozren
- Dušan Janićijević : le boiteux
- Stole Aranđelović : l'aveugle
- Ljiljana Jovanović : la femme de Mihajlo
- Neda Arnerić : la femme du pope